# Juventude Évora
Der Juventude SC Évora ist ein Sportverein in der portugiesischen Stadt Évora. 

## Geschichte und Hintergrund
Juventude SC Évora wurde am 5. Dezember 1918 gegründet und spielte zeitweise in den 1950er und 1960er Jahren in der zweitklassigen Segunda Divisão, konnte sich dort jedoch nicht längerfristig etablieren und schwankte regelmäßig zwischen der Spielklasse und dem darunter liegenden regionalen Spielbetrieb. Ab Ende der 1960er Jahre trat die Mannschaft lange Zeit in der Terceira Divisão an und schaffte vereinzelt den Wiederaufstieg in die Zweitklassigkeit, ohne sich hier festsetzen zu können. Nach einer Ligareform 1990 blieb sie in der Folge weiterhin langjähriger Drittligist in der neu geschaffenen Segunda Divisão B, ehe sich die Mannschaft nach der Jahrtausendwende in der nun viertklassigen Terceira Divisão festsetzte. Zeitweise im regionalen Ligabereich unterwegs gelang ihr 2020 der Wiederaufstieg in die zwischenzeitlich entstandene drittklassige Campeonato de Portugal, die nach einer Ligareform durch die Einführung der Liga 3 im folgenden Jahr zurückgestuft wurde. 2024 verpasste der Klub dort den Klassenerhalt und stieg erneut in den regionalen Spielbetrieb ab.
Seine Heimspiele trägt der Verein im Estádio Sanches de Miranda aus.